# Phạm Nhật Vượng

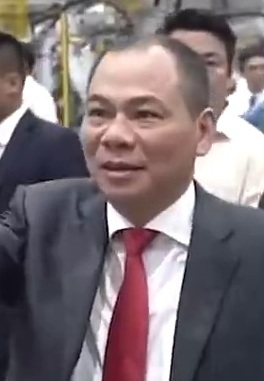
Phạm Nhật Vượng, 2019

Phạm Nhật Vượng (* 5. August 1968 in Hanoi) ist ein vietnamesischer Unternehmer. Er ist der Gründer und Vorsitzende der Vingroup. Er ist Vietnams erster Milliardär und verfügte im April 2021 über ein Vermögen von 9,5 Milliarden US-Dollar.

## Leben
Phạm wurde in Hanoi geboren. Sein Vater diente in der Luftabwehrdivision der vietnamesischen Armee und seine Mutter betrieb einen Teeladen, was der Familie ein sehr karges Einkommen bescherte. 1987 trat er in die Universität für Bergbau und Geologie in Hanoi ein und ging später nach Russland, um am Moskauer Institut für geologische Prospektion zu studieren, wo er dank seiner ausgeprägten mathematischen Begabung ein Stipendium erhalten konnte. 1992 machte er seinen Abschluss an dieser Universität.
Nach seinem Examen zog er mit seiner Frau nach Charkiw, wo er ein vietnamesisches Restaurant eröffnete und gleichzeitig einen Vertrieb für Instantnudeln aufbaute. 1993 gründete er die Firma Technocom, die in der Ukraine zum Marktführer für dehydrierte kulinarische Produkte werden sollte, die er 2009 für 150 Millionen Dollar an Nestlé verkaufte, bevor er nach Vietnam zurückkehrte. In Vietnam begann er als Immobilienunternehmer, wobei zu den ersten Projekten ein Resort und ein Bürogebäude gehörte. Die daraus hervorgegangene Vingroup wurde eines der größten und einflussreichsten Konglomerate in Vietnam und ist in verschiedenen Sektoren aktiv. 2017 begann der Bau einer Fabrik in Haiphong zur Autoproduktion, der inzwischen abgeschlossen ist.
Phạm ist mit Phạm Thu Hương verheiratet und Vater dreier Kinder.